# 莫蘭市

莫蘭市（西班牙語：Municipio Morán）是委內瑞拉的一個市，位於該國西部拉臘州，首府設於埃爾托庫約，始建於1545年，面積2,231平方公里，2007年人口128,674，人口密度每平方公里58人。